# Kirsten Lehfeldt
Kirsten Eli Lehfeldt (* 19. Dezember 1952 in Skanderborg) ist eine dänische Schauspielerin und Synchronsprecherin.

## Leben und Wirken
Kirsten Lehfeldt ist die Tochter von Inge Jensen (* 1927) und Rolf Lehfeldt (* 1928). Sie wuchs in Skanderborg in Ost-Jütland auf.
Sie absolvierte ihre Schauspielausbildung von 1973 bis 1976 an der Staatlichen Theaterschule in Kopenhagen. Ihr Bühnendebüt als Theaterschauspielerin hatte sie im Jahr 1977 am Königlichen Theater Kopenhagen. Sie stand bisher in zahlreichen Musicals, Varieté-Shows, Kabarett-Programmen und in Theaterstücken wie beispielsweise als Yvonne in Die Olsenbande und das russische Juwel auf der Bühne. Sie gastierte unter anderem am Folketeatret, Betty-Nansen-Theater, Aalborg-Theater, Nørrebro-Theater oder am Regionaltheater Kolding.
Seit 1977 hat Lehfeldt in bislang mehr als 70 Film-und-Fernsehproduktionen als Schauspielerin mitgewirkt. Sie wurde mehrmals ausgezeichnet, so auch einmal mit dem Bodil als Beste Hauptdarstellerin. Zudem betätigt sie sich als Drehbuchautorin und führte bisher einmalig die Regie bei einem Spielfilm. Sie wirkte im dänischen Fernsehen auch in zahlreichen Werbespots mit.
Lehfeldt ist als Synchronsprecherin für Zeichentrickfilme und Animationsfilme tätig. Sie lieh dabei Figuren in Garfield und seine Freunde, Inspector Gadget, Shrek oder in Angry Birds in dänischer Sprache ihre Stimme.
Kirsten Lehfeldt war von 1975 bis zu seinem Tod im Jahr 2022 mit dem Schauspieler Stig Hoffmeyer verheiratet. Aus der Ehe ging eine Tochter hervor, die Schauspielerin Mille Hoffmeyer Lehfeldt.

## Filmografie (Auswahl)
- 1984: Nissebanden (Fernsehserie)
- 1986: Straße der Kindheit (Barndommens gade)
- 1986: Flammbierte Herzen (Flamberede hjerter)
- 1990: Sirup
- 1991: Høfeber
- 2006: Arthur und die Minimoys (Arthur et les Minimoys, Synchronsprecherin)
- 2009: Camping
- 2009: Storm – Sieger auf vier Pfoten (Storm)
- 2013: Tarok
- 2014: Zweite Chance (En chance til)
- 2014–2017: Die Erbschaft (Arvingerne, Fernsehserie)
- 2015: Men & Chicken
- 2016: Der kleine Wichtel kehrt zurück (Familien Jul i nissernes land)
- 2018: Selfiestan
- 2019: Minkavlerne
- 2020: The Food Club – Pasta, Vino & Amore (Madklubben)